# Buenavista, Córdoba
Buenavista là một khu tự quản thuộc tỉnh Córdoba, Colombia. Thủ phủ của khu tự quản Buenavista đóng tại Buenavista Khu tự quản Buenavista có diện tích 847 ki lô mét vuông. Đến thời điểm ngày 28 tháng 5 năm 2005, khu tự quản Buenavista có dân số 14904 người.